# Rajalahti
Rajalahti är en sjö i kommunen Orivesi i landskapet Birkaland i Finland. Sjön ligger 84,2 meter över havet. Arean är 61 hektar och strandlinjen är 4,41 kilometer lång. Sjön  ingår i Kumo älvs huvudavrinningsområde.   Den ligger omkring 31 km öster om Tammerfors och omkring 160 km norr om Helsingfors. 